# Pleasant Garden
Pleasant Garden é uma cidade  localizada no estado norte-americano de Carolina do Norte, no Condado de Guilford.

## Demografia
Segundo o censo norte-americano de 2000, a sua população era de 4714 habitantes.
Em 2006, foi estimada uma população de 5074, um aumento de 360 (7.6%).

## Geografia
De acordo com o United States Census Bureau tem uma área de
39,8 km², dos quais 39,7 km² cobertos por terra e 0,1 km² cobertos por água. Pleasant Garden localiza-se a aproximadamente 259 m acima do nível do mar.

## Localidades na vizinhança
O diagrama seguinte representa as localidades num raio de 20 km ao redor de Pleasant Garden.